# Geoinformáció
A geoinformáció (angolul geoinformation, elterjedt rövidítéssel GI) objektumokra vagy jelenségekre vonatkozó, földrajzi, térbeli helyhez kapcsolódó információ. A geoinformáció a térinformatika alapvető fogalma. A geoinformációt évezredek óta használja az emberiség, tárolásának és megjelenítésének eszköze a hagyományos térkép volt. A geoinformáció a számítástechnika fejlődésével és a geoinformatikai rendszerek megjelenésével nyert új értelmet.